# Rosolino Paternò, soldato...
Rosolino Paternò soldato est un film italien réalisé par Nanni Loy et sorti en 1970.

## Synopsis
Tunisie, juillet 1943. Rosolino Paternò, prisonnier italien des troupes américaines, est parachuté en Sicile avec quatre soldats alliés, dans une mission dont les protagonistes ignorent l'objectif.

## Fiche technique
- Titre: « Rosolino Paternò, soldato... »
- Réalisation : Nanni Loy
- Scénario :Furio Scarpelli,
Agenore Incrocci
- Producteur : Dino De Laurentiis
- Photographie : Gianni Polidori
- Montage : Ruggero Mastroianni
- Effets spéciaux : Giovanni Corridori Rolla
- Musique : Carlo Rustichelli
- Décors : Tonino Delli Colli
- Costumes : Gianni Polidori
- Durée : 101 min
- Genre : Comédie
- Pays :  Italie
- Année : 1970

## Distribution
- Nino Manfredi : Rosolino Paternò
- Lorenza Guerrieri : Vincenzina Puglisi
- Jason Robards : sergent Sam Armstrong
- Peter Falk : capitaine Peter Pawney
- Martin Landau : sergent Joe Mellone
- Anthony Dawson : général fascista
- Frank Latimore : lieutenant américain
- Slim Pickens : général Maxwell
- Scott Hylands : Reggie Wollington
- Milena Vukotic : Annuzza
- Orso Maria Guerrini